# Молль, Филипп
Филипп Молль (нем. Phillip Moll; род. 16 сентября 1943, Чикаго) — немецкий пианист и музыкальный педагог американского происхождения, профессор.
Сын скрипача, игравшего в Чикагском симфоническом оркестре. В 1966 году получил в Гарвардском университете степень бакалавра английского языка и литературы, затем в 1968 году степень магистра музыки в Техасском университете в Остине, где его наставником был Леонард Шур. Учился также у Александра Черепнина и Клода Франка.
С 1969 года живёт в Германии. В течение года совершенствовал своё мастерство в Мюнхенской высшей школе музыки, в 1970 году перебрался в Берлин. До 1978 года корепетитор Немецкой оперы. Затем работал преимущественно как ансамблист и аккомпаниатор. Среди вокалистов и инструменталистов, которым аккомпанировал Молль, были Джесси Норман, Джеймс Голуэй, Чон Кён Хва, Анне-Софи Муттер, Акико Суванаи, Хокан Хагегорд, Андреа Дука-Лёвенштайн и другие выдающиеся исполнители.
В 2004—2013 гг. профессор Лейпцигской консерватории